# Margaret Clitherow

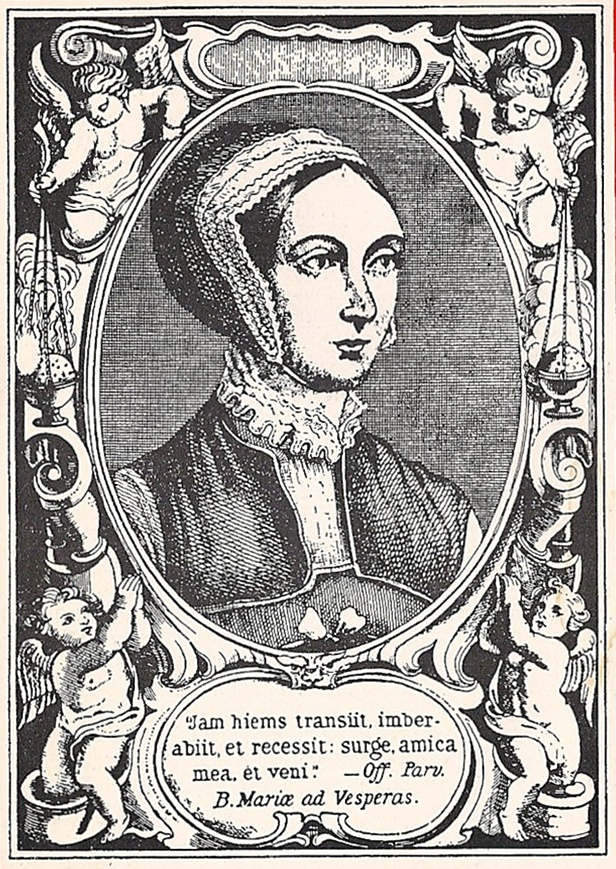
Hl. Margaret Clitherow

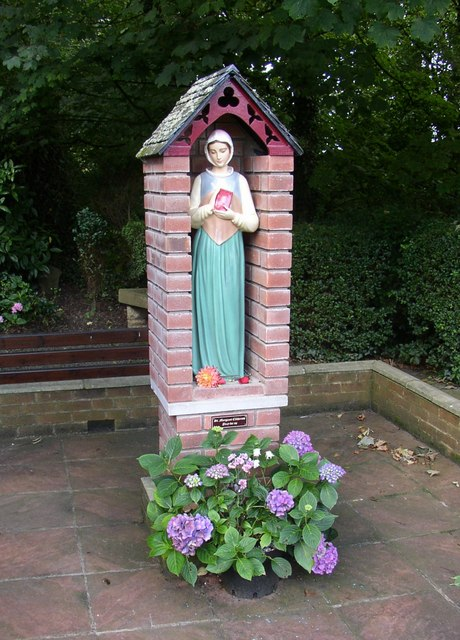
Statue der hl. Margaret bei Preston

Margaret Clitherow (* um 1556 in York; † 25. März 1586 ebenda) war eine englische Märtyrin, die in der römisch-katholischen Kirche als Heilige verehrt wird. Sie wird auch „Perle von York“ genannt. Ihr Gedenktag ist der 25. März.

## Leben
Margaret Clitherow wurde um das Jahr 1556 in York geboren, also nach der Abspaltung der Kirche von England von der römisch-katholischen Kirche. 1571, im Alter von ungefähr fünfzehn Jahren, heiratete sie den Metzger John Clitherow. Das Paar bekam drei Kinder. Clitherow konvertierte 1574 zur katholischen Kirche und unterstützte fortan die verfolgten Katholiken im Norden Englands. Clitherows Sohn Henry ging ins französische Reims, um Priester zu werden. In Clitherows Haus in der Innenstadt Yorks wurden im Verborgenen regelmäßig Heilige Messen gefeiert. Dafür wurde sie mehrfach verhaftet und eingesperrt.
Im Jahr 1586 wurde Margaret Clitherow ein letztes Mal verhaftet und wegen der Beherbergung katholischer Priester angeklagt. Sie bekannte sich nicht als schuldig, verzichtete aber auf eine Gerichtsverhandlung, um ihre Familie zu schützen, die sonst vor Gericht hätte aussagen müssen. Sie wurde zur Peine forte et dure, dem Zerquetschen mit Steinen verurteilt, was damals die übliche Strafe bei nicht erfolgtem Schuldgeständnis war, und am 25. März 1586, einem Karfreitag, hingerichtet. Man legte sie auf einen scharfen Stein, breitete ihre Arme aus und band sie an zwei Pfähle; schließlich legte man eine Tür über sie, die mit Gewichten beschwert wurde. Die Hinrichtung soll fünfzehn Minuten gedauert haben. Laut der Überlieferung waren ihre letzten Worte: „Jesu! Hab Erbarmen mit mir!“. Nach Eintritt des Todes wurden die Gewichte noch sechs Stunden auf ihrem Körper belassen. Königin Elisabeth I. brachte später ihr Missfallen in einer Nachricht an die Einwohner Yorks zum Ausdruck; ihrer Ansicht nach hätte man eine Frau nicht hinrichten sollen.

## Verehrung
Margaret Clitherow wurde im Jahr 1929 von Papst Pius XI. seliggesprochen. Paul VI. sprach Margaret Clitherow zusammen mit den vierzig Märtyrern von England und Wales heilig. Ihr Gedenktag ist der 25. März, ihr Todestag. In England wird ihr Fest am 30. August begangen.
Ein Haus in der Straße Shambles, das später für das Haus der Clitherows angesehen wurde, beherbergt den Reliquienschrein der Heiligen und ist für Besucher geöffnet. Eine Handreliquie der Heiligen befindet sich im Bar Convent in York. 
Seit 2008 befindet sich an der Ouse Bridge am Ort ihres Todes eine Gedenktafel, die vom Bischof von Middlesbrough enthüllt wurde.